# Viduquindo de Corvey
Viduquindo de Corvey (em latim: Widukindus Corbeiensis; em alemão:  Widukind; c. 925–depois de 973) foi um cronista medieval saxão. Sua "Res gestae saxonicae sive annalium libri tres", em três livros, é uma importante fonte para a história do Reino da Germânia no século X durante a dinastia otoniana.

## Vida

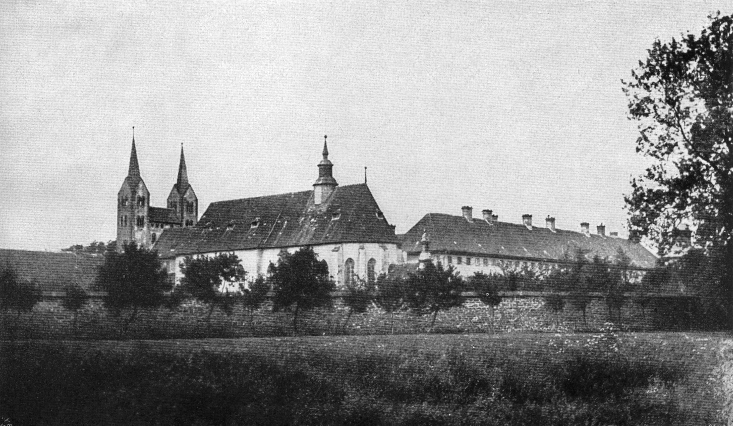
Abadia de Corvey (1909)

Por conta de seu nome, é possível que ele seja um descendente do líder saxão e herói nacional Viduquindo, mencionado nos "Anais Reais Francos", que combateu contra Carlos Magno nas Guerras Saxônicas entre 777 e 785. Este Viduquindo entrou para abadia beneditina de Corvey, na parte vestfaliana da Saxônia por volta de 940-42, provavelmente com o objetivo de tornar-se um tutor. Assume-se geralmente que ele já tinha quinze anos quando entrou, mas se sugeriu recentemente que ele pode ter se juntado à ordem ainda criança como oblato. Em 936, Henrique, o Passarinheiro, o primeiro rei da Frância Oriental da dinastia ducal otoniana havia morrido e foi sucedido por seu filho Otão, o Grande.
A ascensão de Otão como monarca inconteste do Reino da Germânia contra os demais duques impressionou o monge beneditino. Sabemos pelo próprio Viduquindo que ele escreveu primeiro diversas hagiografias antes de começar sua magnum opus, a "Res gestae saxonicae", dedicada à abadessa Matilda de Quedlimburgo (c.955–999), filha de Otão, que era, como ele, descendente de Viduquindo. Os anais foram escritos depois da coroação do Otão pelo papa João XII em 2 de fevereiro de 962, mas, apesar de tanto Otão quanto Henrique, seu pai, serem chamados de "imperatores", o evento em si não foi mencionado. Depois da elevação do irmão de Matilda, Otão II, ao posto de coimperador em 967 e da morte do meio-irmão dela, o arcebispo Guilherme de Mogúncia um ano depois, ela permaneceu como o único membro importante da dinastia otoniana a permanecer na Saxônia, governada pelo regente Hermano I da Saxônia. Portanto, é possível que Viduquindo tenha começado a escrever — ou recomeçado — para criar uma espécie de "espelho para príncipes".
Os anais contém os fatos até a morte de Otão em 7 de maio de 973. Viduquindo provavelmente morreu depois na Abadia de Corvey.

## Obras
A "Res gestae saxonicae" é um importante relato histórico dos eventos da época de Otão, o Grande, e seu pai, Henrique, o Passarinheiro, baseado nas obras do historiador romano Salústio e no deuterocanônico Livros dos Macabeus. Viduquindo escreveu como um saxão, orgulhoso de seu povo e sua história, começando a narrativa não com o Império Romano, mas com uma breve sinopse derivada da história transmitida oralmente dos saxões e suas lutas contra os francos, com uma concisão que torna difícil a interpretação.
Ele começa com as guerras entre Teodorico I, rei da Austrásia, contra os turíngios, nas quais os saxões tiveram um papel importante. Uma alusão à conversão dos saxões ao cristianismo na época de Carlos Magno leva então aos primeiros duques saxônicos e a detalhes do reinado de Henrique. Ele omitiu os eventos na Itália ao traçar a carreira de Henrique e também não menciona um papa, mas um dos três manuscritos sobreviventes da obra foi transcrito no Ducado de Benevento, um ducado lombardo ao sul de Roma. 
O segundo livro inicia com a eleição de Otão como rei dos germânicos e trata das revoltas contra sua autoridade, novamente omitindo os eventos na Itália, e termina com a morte da primeira esposa dele, Edite da Inglaterra (Eadgyth) em 946. 
Um manuscrito da "Res gestae" foi publicado pela primeira vez em Basileia em 1532 e está atualmente na Biblioteca Britânica; há dois outros. A melhor edição foi publicada em 1935 por Paul Hirsch e Hans-Eberhard Lohmann na série "Monumenta Germaniae Historica: Scriptores rerum Germanicarum in usum scholarum editi". Existe uma tradução para o alemão em "Quellen zur Geschichte der sächsischen Kaiserzeit" publicada por Albert Bauer and Reinhold Rau em 1971. A obra permanece sem uma publicação em inglês, apesar de existir uma tradução numa tese de doutorado não publicada de Raymond F. Wood chamada "The three books of the deeds of the Saxons, by Widukind of Corvey, translated with introduction, notes, and bibliography" (Universidade da Califórnia, Los Angeles, 1949).
A Viduquindo também é atribuída a vita de São Paulo e Santa Tecla, sem dúvida baseada na obra do século II "Atos de Paulo e Tecla", mas não restaram nem fragmentos do texto.